# A Little Too Not Over You
A Little Too Not Over You è il secondo singolo ufficiale del cantante David Archuleta, estratto dall'album eponimo.
Fu messo in rotazione dalle radio a partire dal 6 gennaio 2009. Sulla Music Mailbag di Radio Disney, questa canzone ottenne il 99% dei voti. Archuleta confermò la pubblicazione di questa canzone nella sua pagina ufficiale del suo MySpace.

## Video musicale
Il video musicale fu diretto dal regista Scott Speer nel novembre 2008. Viene reso disponibile per il download su iTunes il 23 dicembre dello stesso anno, e 2 giorni dopo si concretizza la prima ufficiale del video su "Yahoo! Music". Nel video si osserva Archuleta che guarda delle foto su una macchina fotografica digitale, mentre riflette sulla sua relazione, non finita bene, con una ragazza.

## In classifica
| Classifica (2008-2009)               | Posizione più alta |
| ------------------------------------ | ------------------ |
| USA Billboard Bubbling Under Hot 100 | 14                 |
| USA Billboard Pop 100                | 68                 |